# PGC 34349
LEDA/PGC 34349 ist eine linsenförmige Galaxie vom Hubble-Typ S0 im Sternbild Hydra südlich der Ekliptik, die schätzungsweise 59 Millionen Lichtjahre von der Milchstraße entfernt ist. Gemeinsam mit sechs weiteren Galaxien bildet sie die NGC 3585-Gruppe (LGG 230).